# Daustralien
Daustralien är svenske Andreas Söderlunds debutalbum som soloartist, utgivet 27 augusti 2010 på skivbolaget Razzia Records. Från skivan utgavs tre singlar: Daustralien, Hawaii och Sjunka under jorden. Skivan nådde inga listplaceringar.

## Låtlista
1. "Def Leppard-bil" – 3:33
2. "Hawaii" – 3:04
3. "Sjunka under jorden" – 2:42
4. "Monster" – 3:55
5. "Daustralien" – 3:04
6. "Jag vill va sjuk med dig" – 3:33
7. "Pappa, pappa varför gråter jag?" – 3:16
8. "Alla andra åldras" – 3:07
9. "Önskar du var här hos mig" – 3:31
10. "Island" – 1:15
11. "Först kommer tårarna" – 4:56

## Mottagande
Daustralien har medelbetyget 3,4/5 på sajten Kritiker.se, som sammanställer bland annat skivrecensioner, baserat på arton recensioner.

### Fotnoter
1. ↑  ”Andreas Söderlund”. Itunes.com. http://itunes.apple.com/se/artist/andreas-soderlund/id252573829. Läst 15 september 2012.
2. ↑  ”Andreas Söderlund”. Swedishcharts.com. http://swedishcharts.com/search.asp?cat=a&search=Andreas+S%F6derlund. Läst 15 september 2012.
3. ↑  ”Daustralien”. Kritiker.se. http://kritiker.se/skivor/andreas-soderlund/daustralien/. Läst 15 september 2012.